# Donna (Texas)
Donna è un centro abitato degli Stati Uniti d'America situato nella contea di Hidalgo dello Stato del Texas.
La popolazione era di 15.798 persone al censimento del 2010. Donna prende il nome da Donna Hooks, figlia di T. J. Hooks che, a partire dal 1900, ha contribuito allo sviluppo del territorio della frontiera e della valle del Rio Grande.

## Geografia fisica
Donna è situata a 26°10′13″N 98°02′57″W (26.170336, -98.049037). Secondo lo United States Census Bureau, ha un'area totale di 5,1 miglia quadrate (13.1 km²), di cui 5,0 miglia quadrate (13.1 km²) di terreno e lo 0,20% d'acqua.
Donna confina a est con Weslaco e ad ovest con Alamo. Il confine meridionale della città è a pochi chilometri a nord del Rio Grande, il confine internazionale tra gli Stati Uniti e il Messico.

## Società

### Evoluzione demografica
Secondo il censimento del 2000, c'erano 14.768 persone, 4.167 nuclei familiari e 3.525 famiglie residenti nella città. La densità di popolazione era di 2.929,5 persone per miglio quadrato (1.131,3/km²). C'erano 5.734 unità abitative a una densità media di 1.137,5 per miglio quadrato (439,3/km²). La composizione etnica della città era formata dal 76,06% di bianchi, lo 0,37% di afroamericani, lo 0,60% di nativi americani, lo 0,18% di asiatici, il 20,40% di altre razze, e il 2,40% di due o più etnie. Ispanici o latinos di qualunque razza erano l'87,26% della popolazione.
C'erano 4.167 nuclei familiari di cui il 43,1% aveva figli di età inferiore ai 18 anni, il 60,0% aveva coppie sposate conviventi, il 20,0% aveva un capofamiglia femmina senza marito, e il 15,4% erano non-famiglie. Il 13,6% di tutti i nuclei familiari erano individuali e l'8,8% aveva componenti con un'età di 65 anni o più che vivevano da soli. Il numero di componenti medio di un nucleo familiare era di 3,54 e quello di una famiglia era di 3,91.
La popolazione era composta dal 34,1% di persone sotto i 18 anni, il 10,7% di persone dai 18 ai 24 anni, il 23,9% di persone dai 25 ai 44 anni, il 17,1% di persone dai 45 ai 64 anni, e il 14,2% di persone di 65 anni o più. L'età media era di 29 anni. Per ogni 100 femmine c'erano 92,0 maschi. Per ogni 100 femmine dai 18 anni in giù, c'erano 86,2 maschi.
Il reddito medio di un nucleo familiare era di 22.800 dollari e quello di una famiglia era di 23.892 dollari. I maschi avevano un reddito medio di 19.815 dollari contro i 17.009 dollari delle femmine. The per capita income for the city is about 10.000 dollari. Circa il 32,6% delle famiglie e il 37,8% della popolazione erano sotto la soglia di povertà, incluso il 48,1% di persone sotto i 18 anni e il 25,5% di persone di 65 anni o più.